# Bokyi jezik
Bokyi jezik (ISO 639-3: bky; boki, nfua, nki, okii, osikom, osukam, uki, vaaneroki), nigersko-kongoanski jezik uže skupine cross river. Govori ga 140 000 ljudi u Nigerijskoj državi Cross River (1989 SIL) i 3 700 u Kamerunu.
Zajedno s još osam drugih jezika čini podskupinu bendi. Ima brojne dijalekte, u Nigeriji su to basua (bashua), irruan (erwan, eerwee), boje (bojie), kwakwagom, nsadop, osokom, wula (baswo, okundi, kecwan), oku, boorim, oyokom, abo (abu), istočni bokyi (istočni boki), a u Kamerunu basua, boki i iruan.

## Vanjske poveznice
- Ethnologue (14th)
- Ethnologue (15th)